# Samàwal al-Maghribí
Samàwal al-Maghribí (àrab: السموأل بن يحيى المغربي بن عباس)  (Bagdad, c. 1130 - Maragha, c. 1180), de nom complet Abu-Nasr Samàwal ibn Yahya ibn Abbàs al‐Maghribí (o al‐Andalussí), va ser un matemàtic, astrònom i metge del segle xii, més conegut simplement com a Al Samàwal o Samàwal al-Maghribí (àrab: السموأل المغربي, as-Samawʾal al-Maḡribī).

## Vida
Samàwal va néixer en una família jueva il·lustrada procedent del Magrib (o potser de l'Àndalus, segons algunes fonts). Se'n coneixen algunes dades biogràfiques gràcies a un breu manuscrit seu de caràcter autobiogràfic del qual es conserven dos exemplars.
El seu pare, Abul-Abbas Yahya al-Maghribí, va ser un professor de religió i literatura hebrea que havia emigrat des de Fes (actual Marroc) a Bagdad. La seva mare, Anna Isaac Levi, era originària de Bàssora (Iraq). Un oncle seu era metge. Samàwal va créixer, doncs, en un entorn en què l'estudi era altament valorat i va començar a fer-ho des de nen. Potser per influència del seu oncle, va començar a estudiar medicina amb Abu-l-Barakat, però, al mateix temps, es va iniciar en l'estudi de les matemàtiques a l'edat de tretze anys. Com que no hi havia a Bagdad professors amb coneixements suficients, va estudiar pel seu compte: sobretot les obres d'Abu-Kàmil i d'Al-Karají, per qui sentia gran admiració.
De jove, va fer diversos viatges cap a Orient (sobretot per l'actual Azerbaidjan), fins que es va assentar a la ciutat de Maragha, on va romandre fins a la seva mort, exercint de metge a la ciutat i el seu entorn. Entre els seus pacients hi havia Jahan Pahlawan, l'emir semi-independent de la zona. Segons la seva autobiografia, el dia 8 de novembre de 1163 es va convertir a l'islam, després d'un somni.
Va escriure uns 85 tractats de medicina, astronomia i matemàtiques, a més d'una apologia de l'Islam en contra del judaisme. Però no se'n conserven gaires.

## Obra

### Apologètica
Potser el tractat pel qual és més conegut Samàwal sigui Ifham al-yahud (Refutació dels jueus), ja que va tenir ampla difusió en la seva època per motius religiosos i en l'època actual per motius polítics. En va fer diverses versions i se'n conserven nombrosos manuscrits, en alguns dels quals es troba també la seva autobiografia citada anteriorment. La primera versió, la va escriure just l'endemà de la seva conversió a l'islam i, quatre anys després, en va escriure una segona versió revisada. Entre aquestes dues dates, va escriure diverses cartes de contesta als crítics del seu text.
També va escriure un tractat titulat Ghāyat al-maqsūd fi ’l-radd ala ’l-nasārā wa ’l-yahūd (Confutació decisiva de Cristians i Jueus).

### Matemàtica
De tota manera, és en el camp de les matemàtiques en el qual Samàwal mereix un lloc en la història de la ciència. El principal text que es conserva és l'Al-Bahir fi'l-jabr (El brillant en àlgebra). Els altres dos tractats que es conserven (Al-tabsira fi’s hisàb i Al-mujiz al-mudawī fi’l hisàb) són molt elementals i estaven segurament destinats a l'ensenyament.
Dues són les aportacions fonamentals de Samàwal, seguint i ampliant l'obra d'Al-Karají, que reconeix haver estudiat i admirat: les regles per a tractar els coeficients negatius i una formulació ben clara de la llei dels exponents.
Les regles per a operar els coeficients de les incògnites són expressades amb claredat per primera vegada, establint que quan es resta d'un nombre petit, un de més gran, el resultat és negatiu, de tal forma que quan s'hagi d'operar amb aquest resultat caldrà tenir en compte el seu signe.
La llei dels exponents, la fórmula de forma abstracta mitjançant unes columnes amb les diferents potències d'un nombre desconegut (en llenguatge actual, d'una {\displaystyle x}), de tal forma que arriba a la conclusió del que avui escriuríem com a:
{\displaystyle x^{m}\cdot x^{n}=x^{m+n}\ }
incloent en aquesta fórmula els exponents negatius (el que avui entenem com a {\displaystyle {\frac {1}{x^{n}}}}), tractant-los com abans havia fet amb els coeficients. Aquest procediment li permet dividir polinomis entre si, ja que Al-Karají només havia aconseguit dividir polinomis per monomis.
Alguns autors han vist en la forma de tractar aquests problemes una visió precursora de la inducció matemàtica.

### Astronòmica
El principal tractat que es conserva d'ell és el Kashfʿawàr al‐munajjimín wa‐ghalatihim fi akthar al‐aʿmal wa‐ʾl‐ahkàm (Exposició de les deficiències dels astrònoms i dels seus errors en la majoria d'operacions i opinions), escrit el 1165/1166. Conté algunes aportacions força originals, com el càlcul del sinus de 1º partint d'una circumferència dividida en 480º. Els darrers cinc capítols estan dedicats a refutar l'astrologia, amb un argument filosòfic original: arriba a la conclusió que no es poden fer prediccions astrològiques perquè el nombre d'estels és tan gran que caldria computar 6.817 variables astronòmiques diferents de cada persona per a poder fer una predicció fiable, la qual cosa és òbviament impossible de fer.

### Mèdica
L'única obra mèdica que es conserva és el Nuzhar al-ashàb fi mu‘àsharat al-aḥbàb (El passeig dels “companys" pel jardí de l'Amor), que és, essencialment, un tractat de sexologia i una col·lecció d'històries eròtiques. La seva primera part (la més llarga) és una descripció de malalties i deficiències sexuals. La segona part, més estrictament mèdica, parla dels estats de virilitat debilitada i de les malalties ginecològiques i el seu tractament. Aquesta part és, potser, la més interessant pel tractament dels aspectes psicosomàtics de les malalties que fa.